# 生活科学運営
株式会社長谷工シニアウェルデザイン（英文社名：HASEKO SENIOR WELL DESIGN Co.,Ltd.）は長谷工コーポレーションのグループ企業。関東・中部・関西を中心に有料老人ホーム、シニア向け共同住宅、グループホームなどを運営する。

## 沿革
- 1983年6月、任意団体生活科学研究所設立。
- 1987年1月、株式会社生活科学研究所へ株式化。
- 2004年8月、有料老人ホームの共同利用権「あん・あん倶楽部480」の販売を開始[3]。
- 2010年2月に看護師、准看護師、求職者向け特設サイト「ソーシャルナース宣言 施設ではたらくということ」を開設[4]。より良い業務改善を図るために、スタッフ一人では解決できない問題を複数人で議論し解決する為、社内外から参加者を募りグループアクション活動を行い介護職員の意識向上とサービスの向上を行う[5]。
- 2013年11月29日、生活科学運営の持株会社である生活科学ホールディングスの株式を長谷工アネシスおよび不二建設が100％取得。これによって生活科学運営は長谷工コーポレーションのグループ企業となる。
- 2015年10月1日、東宝不動産株式会社より東宝サポートライフ株式会社の全株式を譲受[6]。東宝サポートライフ株式会社は株式会社SOL星が丘に商号変更[7]。
- 2016年4月1日、持株会社の生活科学ホールディングスが長谷工シニアホールディングスに商号変更。当社が株式会社SOL星が丘を吸収合併[8]。
- 2021年10月、長谷工のシニア事業を統合し、「長谷工シニアウェルデザイン」に商号変更

## 関連団体

### 加盟団体
- 公益社団法人全国有料老人ホーム協会[9]

### 提携団体
- 特定非営利活動法人高齢期の住まい＆暮らしをつなぐ会
- もうひとつの住まい方針推進協議会[10]
- 社会福祉法人生活クラブ[11]